# 海倫裏海七鰓鰻
海倫裏海七鰓鰻（學名：Caspiomyzon hellenicus），又稱海倫雙齒七鰓鰻，為圓口綱七鰓鰻目七鰓鰻科裏海七鰓鰻屬的一種，被IUCN列為瀕危保育類動物，分布於歐洲希臘斯特魯馬河流域的3條小溪，為特有種，成魚的唇牙都呈路面狀，口上板，牙齒2顆，通常為單尖牙，但其中一或兩顆可為雙尖牙；口下板，7-11顆牙齒，通常每側有3顆內側牙齒，第一排前牙，4-8 顆牙齒，每側有2-6排外側枝；第一排後牙，10-15顆牙齒，橫舌板具有大大增大的中齒，但沒有側齒，縱向舌板無齒，體上表面和側腹為灰色，下表面為淺棕色，尾鰭圓形，顏色灰色至黑色，體長可達18.9公分，棲息在水淺、水質清澈、礫石或沙底質且植被生長的溪流底層，為底棲性魚類，是一種壽命較短的種類，壽命一般僅3-4個月，產卵期為十二月至五月，成蟲不寄生，以微生物，包括綠藻為食，因水汙染及河道阻塞導致族群數量減少。